# Necturus punctatus
Necturus punctatus é uma espécie de anfíbio caudado pertencente à família Proteidae. Endêmica dos Estados Unidos.